# Baiersdorf
Baiersdorf – miasto w Niemczech, w kraju związkowym Bawaria, w rejencji Środkowa Frankonia, w regionie Industrieregion Mittelfranken, w powiecie Erlangen-Höchstadt. Leży ok. 8 km na północ od Erlangen, nad rzeką Regnitz i Kanałem Ren–Men–Dunaj, przy autostradzie A73 i linii kolejowej Monachium – Norymberga – Jena – Berlin.

## Dzielnice
W skład miasta wchodzą następujące dzielnice: Baiersdorf, Hagenau, Igelsdorf i Wellerstad.

## Polityka
Rada miasta:
|      | CSU | SPD | Wolni Wyborcy | Ekologiczna Wspólnota Wyborcza | Razem     |
| 2002 | 10  | 5   | 3             | 3                              | 21 miejsc |

## Zabytki i atrakcje
- Muzeum Chrzanu (Meerrettich-Museum)
- cmentarz żydowski
- zamek Scharfeneck-Denkmal
- fontanna